# Dimitrios Ioannidis
Dimitrios Ioannidis (griechisch Δημήτριος Ιωαννίδης, auch: Ioannides; * 13. März 1923 in Athen; † 16. August 2010 in Nikea (Attika)) war ein griechischer Offizier und Mitglied der Militärjunta, die Griechenland von 1967 bis 1974 regierte.

## Werdegang
Nach der Ausbildung an der Militärakademie, die er 1943 als Leutnant abschloss, begann er seine Offizierslaufbahn bei der EDES, mit der er am griechischen Bürgerkrieg auf Seiten der Rechten teilnahm. Von 1945 bis 1949 gehörte er der Nationalgarde, der Riminibrigade und Sondereinheiten an, die im Internierungslager auf der Insel Makronisos Dienst taten, wo Kommunisten interniert waren. Zwischen 1950 und 1959 diente er in verschiedenen Einheiten und ergänzte seine militärische Fortbildung durch Studien an der Infanterieschule (1952), in ABC-Kriegsführung (1954) und an der Kriegsschule (1956). 1961 nahm er in Deutschland an Fortbildungsprogrammen für Infanterie-Einheiten teil. 1963 diente er auf Zypern.
Ioannidis nahm am 21. April 1967 am Putsch der Obristen teil, hielt sich jedoch in den folgenden Jahren der Militärdiktatur im Hintergrund und überließ Georgios Papadopoulos die Leitung des Obristenregimes. Er war Chef der Militärpolizei ESA, die unter seiner Leitung zu einer auch von Zivilisten gefürchteten Truppe wurde. 1970 wurde er zum Oberst, 1973 zum Brigadegeneral befördert.
Nach dem Studentenaufstand am Polytechnion in Athen im November 1973 leitete Ioannidis einen Putsch, setzte Papadopoulos ab und machte seinen Freund Phaidon Gizikis zum Präsidenten.
Am 15. Juli 1974 organisierte Ioannidis den Putsch der Nationalgarde auf Zypern zum Sturz der Regierung von Erzbischof Makarios III. Damit fachte er den Zypernkonflikt neu an und provozierte den Einmarsch der türkischen Streitkräfte wenige Tage später, was wiederum zum Zusammenbruch der griechischen Militärjunta und zum Übergang zur Demokratie führte.
Ioannidis wurde verhaftet und wegen Hochverrats und anderer Straftaten zu lebenslanger Freiheitsstrafe verurteilt. Diese verbüßte er bis zu seinem Tode im Gefängnis in Korydallos bei Athen.